# ایستگاه واترلو
ایستگاه واترلو
یک ایستگاه از خط بیکرلو و از خطوط متروی لندن است.که در منطقه بانک جنوبی قرار دارد و در ۸ اوت ۱۸۹۸ افتتاح شده است.

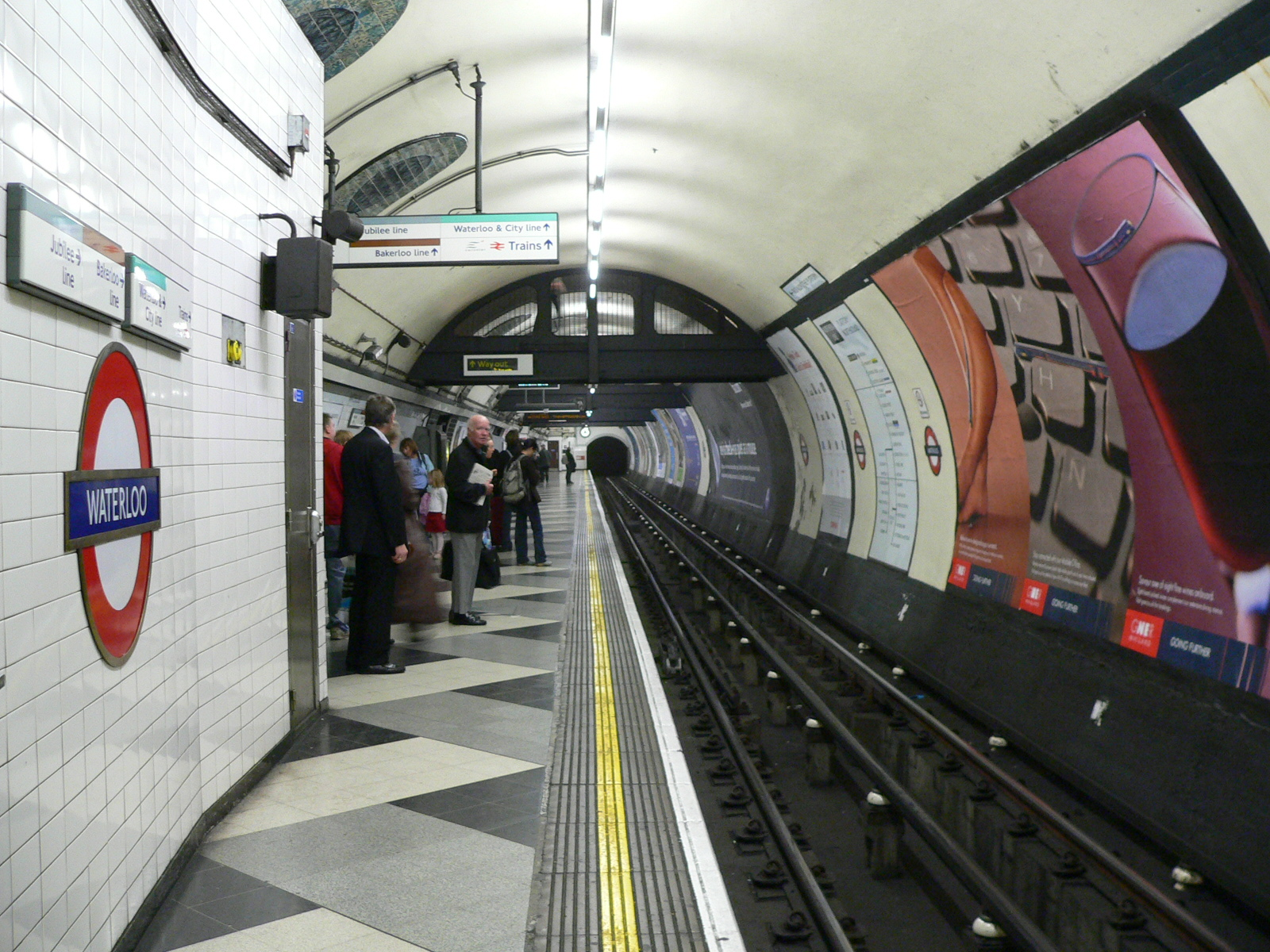

## نگارخانه

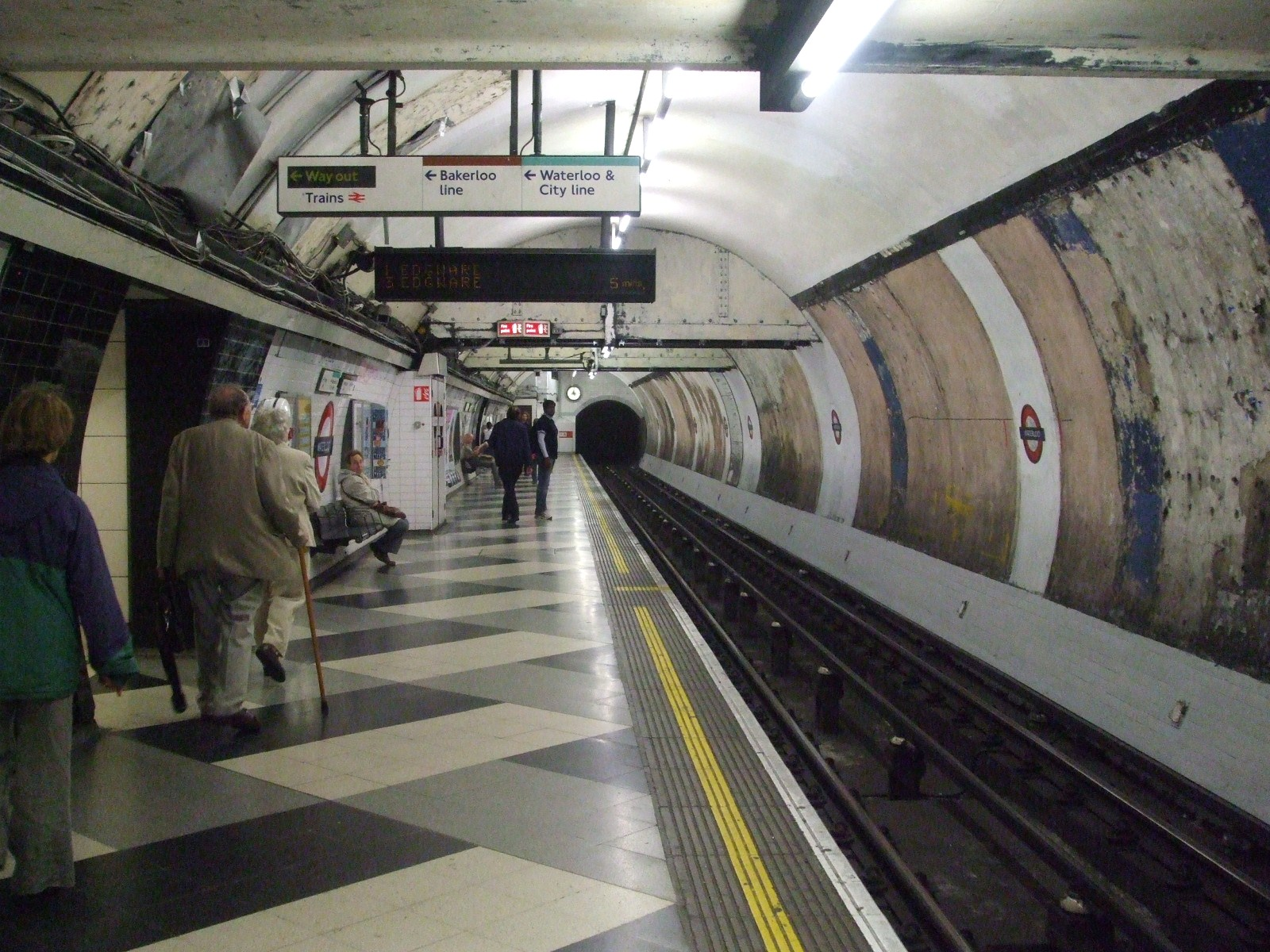
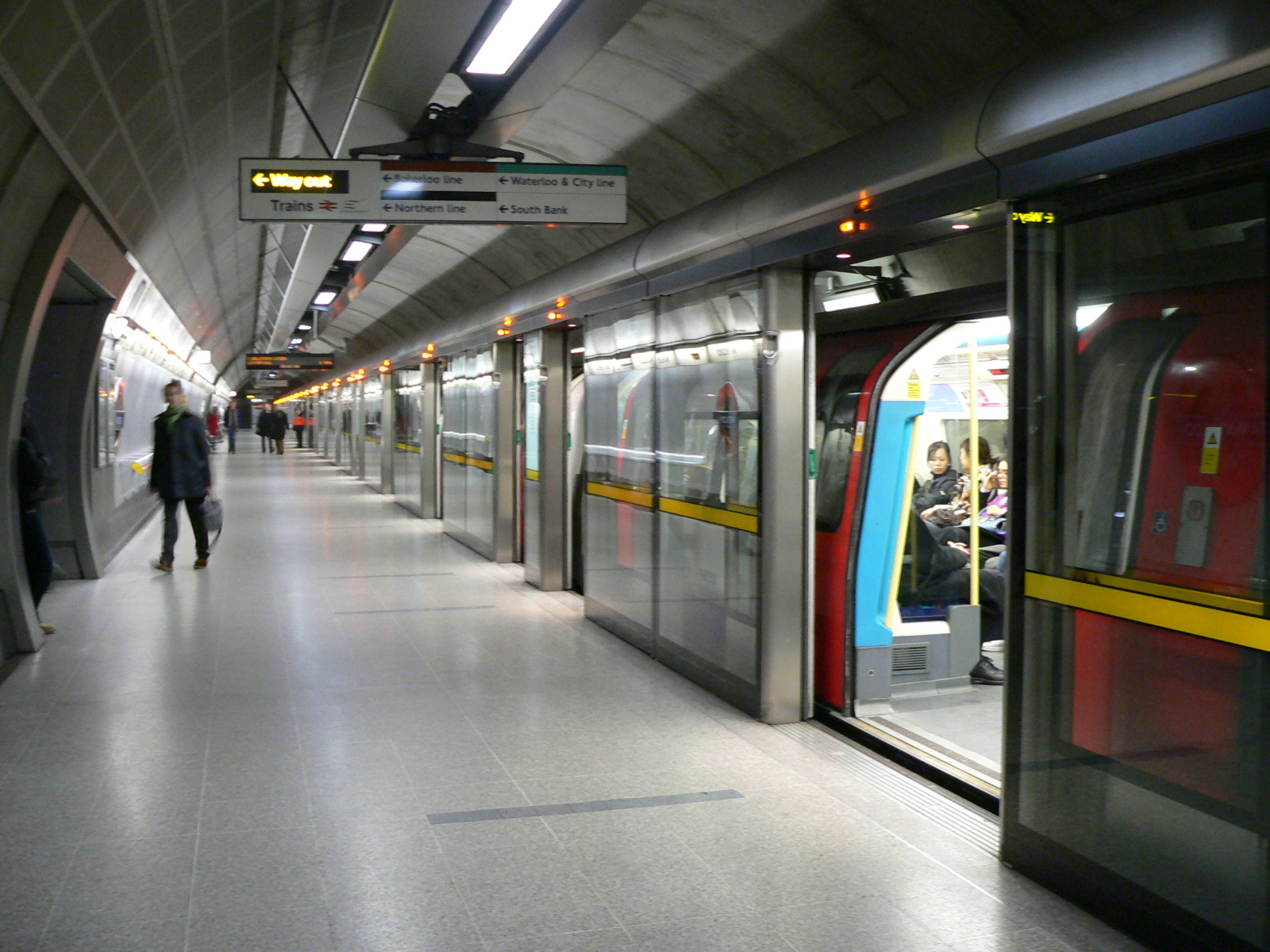
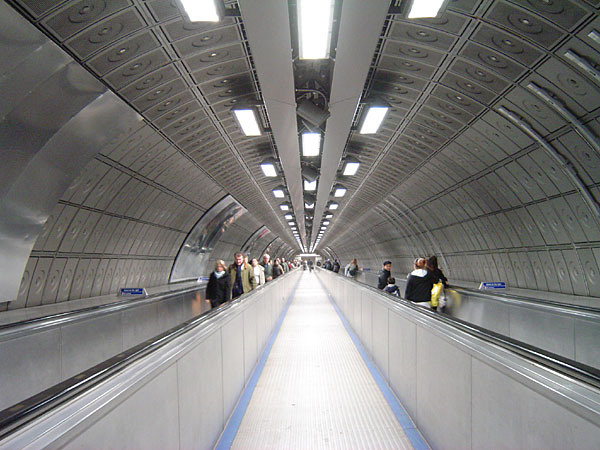